# Nika Melia

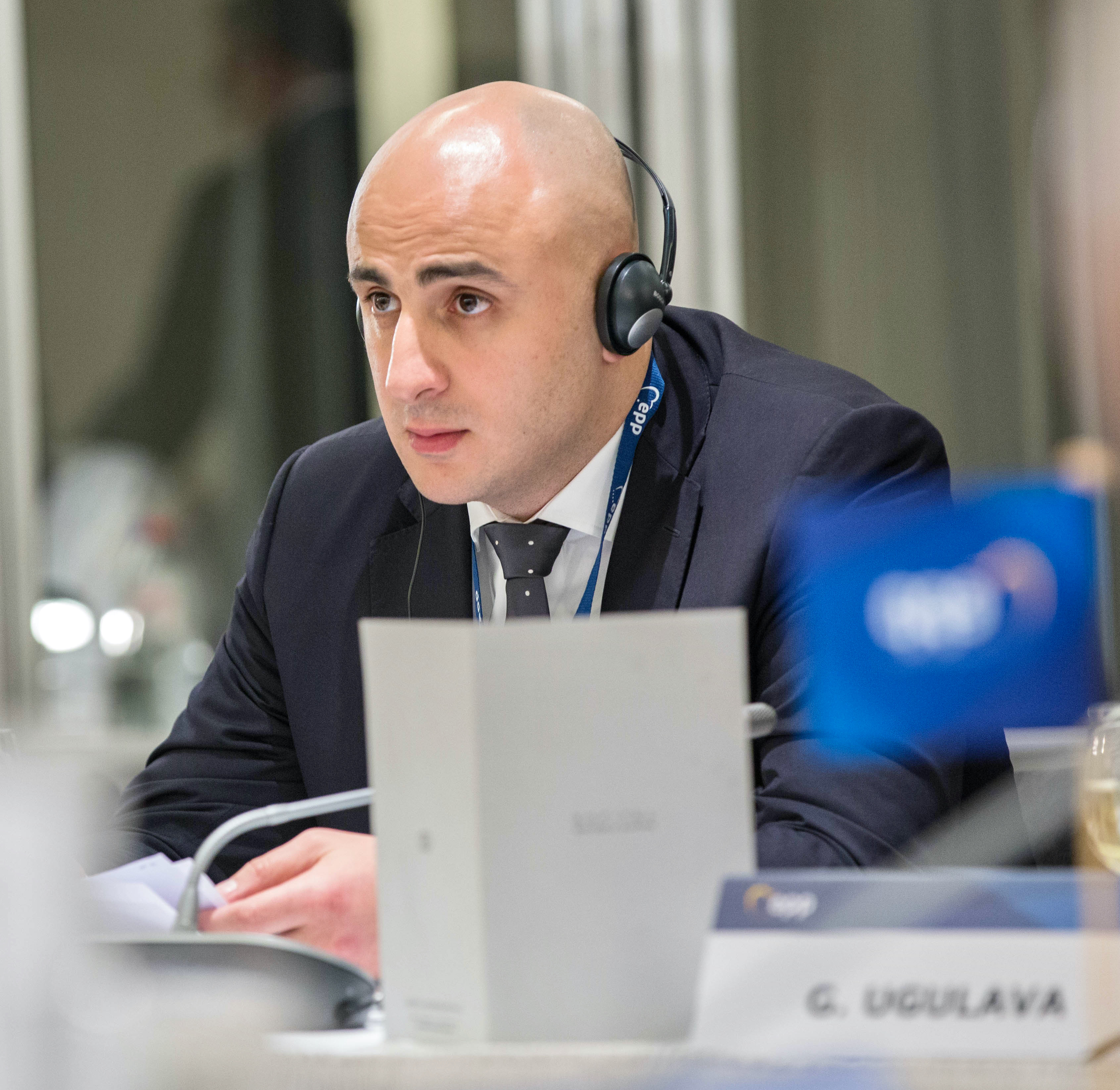
Nika Melia (2017)

Nikanor „Nika“ Melia (georgisch ნიკა მელია; * 21. Dezember 1979) ist ein georgischer Politiker. Er war Mitglied des Parlaments von Georgien (2016–2019; 2020–2021) und von 2020 bis 2023 Vorsitzender der Vereinten Nationalen Bewegung.

## Biographie
Melia schloss 2002 ein Studium der Rechtswissenschaften an der Akademie des Ministeriums für Staatssicherheit Georgiens ab. 2006 erwarb er einen MA in Internationalen Beziehungen von der Oxford Brookes University. Anschließend arbeitete er bei der nationalen Vollzugsbehörde. Von 2013 bis 2014 war er Gouverneur des Rajon Mtazminda. Vom 18. November 2016 bis zum 12. Dezember 2019 sowie vom 11. Dezember 2020 bis zum 5. Oktober 2021 war er Abgeordneter im georgischen Parlament. Seit Dezember 2020 war er außerdem Vorsitzender seiner Partei Vereinte Nationale Bewegung (ENM). Bei den Bürgermeisterwahlen in Tiflis 2021 trat er für ENM an, unterlag aber im zweiten Wahlgang dem Amtsinhaber Kacha Kaladse.
Im Januar 2023 verlor er den Parteivorsitz und trat daraufhin im Dezember 2023 aus der ENM aus.

## Sonstiges
Während der Massenproteste im Juni 2019 wurde Melia beschuldigt, den Sturm auf das Parlamentsgebäude organisiert zu haben. Er wurde festgenommen, kurze Zeit später gegen Kaution wieder freigelassen. Im Februar 2021 verlor Melia seine parlamentarische Immunität. Zwei Tage später legte der georgische Premierminister Georgi Gacharia aufgrund von Meinungsverschiedenheiten mit seinen Parteikollegen (Georgischer Traum) über die Verhaftung Melias sein Amt nieder.